# Estridentismus
Estridentismus (englisch Stridentism) ist die deutsche Ableitung des spanischen Begriffs Estridentismo, der für die avantgardistische und interdisziplinäre Künstlerbewegung Mexikos während der Mexikanischen Revolution steht, und der unmittelbar mit der Gründung der Künstlergruppe Los Estridentistas am 31. Dezember 1921 in Mexiko-Stadt in Zusammenhang steht.
Der Begriff leitet sich vom spanischen Wort „estridente“ her, das mit den deutschen Wörtern gellend, grell oder schrill zu übersetzen ist; „Los Estridentistas“ bedeutet also in etwa Die Schrillen.

## Geschichte
Nachdem nach der Ermordung Zapatas durch das Carranza-Regime im Jahr 1919 und die Machtübernahme Obregóns 1920 die Revolution in eine neue Phase gegangen war, kamen einige im Exil lebende avantgardistische Künstler zurück nach Mexiko und beschlossen die Gründung einer lokalen Vereinigung in Mexiko-Stadt. Gründungsmitglieder der Estridentistas waren die Künstler Manuel Maples Arce, Fermín Revueltas Sánchez, Leopoldo Méndez und Germán Cueto. Auch Namen wie Diego Rivera, Marius de Zayas, David Alfaro Siqueiros, José Juan Tablada waren unter den ersten Mitgliedern vertreten. Am 12. April 1924 fand im „Café de Nadie“ eine geheime Versammlung statt, an der auch avantgardistische Künstler aus anderen Teilen der Welt teilnahmen, die sich in Mexiko aufhielten. 1925 stürmte die Polizei das „Café de Nadie“, in dem sich die „Estridentistas“ trafen. Ein Teil des Estridentistenkerns emigrierte in die Städte Xalapa, Veracruz und andere Teile Mexikos, andere ins französische Paris, nach New York City in den Vereinigten Staaten und in andere Länder. 1926 wurde die Estridentismus-Bewegung beim nationalen Studentenkongress, dem Congreso Nacional de Estudiantes, offiziell begrüßt. 1927 wurde der Kern der Estridentistas, der in Veracruz arbeitete, von der Polizei verfolgt, weshalb der Großteil die Stadt verlassen musste. Von 1929 bis 1930 ging ein Teil der Mitglieder nach Paris und nahm dort an den Aktivitäten der dortigen Künstlervereinigung „Cercle et Carré“ teil. Mit ihrer Auswanderung in die Vereinigten Staaten verließen 1930 Leopoldo Méndez und Germán List Arzubide die Gruppe. 1932 kehrten Germán Cueto, der sich seit 1927 in Paris aufhielt, und Arqueles Vela wieder von dort zurück nach Mexiko-Stadt. 1936 widmeten die Kernmitglieder eines ihrer Werke der Bando Republicano aus dem Spanischen Bürgerkrieg. Im gleichen Jahr wurden von Antonin Artaud Aktionen mit der Forderung nach einer Verbesserung der Theaterpädagogik durchgeführt, wodurch die Thematik zum Gegenstand einer Debatte des mexikanischen Kongresses wurde.

## Verbreitung
Neben der Gruppierung um Maples Arces in Mexiko-Stadt gab es weitere lokale estridentistische Gruppierungen. In Guatemala bildeten David Vela, Miguel Angel Asturias und andere eine Gruppe, die unter anderem die Zeitschrift „Etcétera“ (lat. et cetera) herausgab. Im Bundesstaat Puebla nahm sich eine militante Anhängerschaft des spanischen Ultraismus (Ultraísmo) um Germán List Arzubide, Miguel Aguillón Guzmán und Salvador Gallardo den estridentischen Ideen an und gab dort die Zeitschriften „Ser“ (dt.: Sein), „Vincit“ und „Azulejos“ heraus.
Die Estridentisten der ersten Generation in Veracruz gaben dort die „Horizonte“ heraus. Die Zeitschrift der zweiten Generation in Veracruz erschien unter dem Titel „Semáforo“ (dt.: Signal) und die der dritten, unter der Leitung von List Arzubide und Méndez trug den Namen „Norte“ (dt.: Norden). Weitere estridentistische Vereinigungen befanden sich in Guadalajara und Sinaloa.
Seit den 1920er-Jahren ließen sich zahlreiche Künstler sowie Künstlervereinigungen und -bewegungen vom Estridentismus beeinflussen, seit den 1930er-Jahren gab es ganze Generationen von Schriftstellern und Dichtern, die durch den estridentistischen Einfluss mit deutlich sozialerem Akzent schrieben. Diese Elemente prägen noch heute die mexikanische Literatur und waren die Voraussetzung für den Einfluss von Ästhetik und der heutigen politischen Grundhaltung.
Ein Ende der Estridentismus-Bewegung lässt sich zeitlich nicht festlegen. So veröffentlichten noch in den 1980er- und 1990er-Jahren Autoren im estridentistischen Stil. Gruppierungen wie die „suuAuuu“, die „Motor“ und andere sahen sich als Erben des Estridentismus.

## Namhafte „Estridentistas“
- multidisziplinäre Künstler: Germán Cueto, Luis Quintanilla, Gaston Dinner, Jean Charlot, Luis Ordaz Rocha
- Dichter: Manuel Maples Arce, Germán List Arzubide, Salvador Gallardo, Humberto Rivas
- Schriftsteller und Journalisten: Arqueles Vela, Luis Marín Loya, Febronio Ortega, Armando Zegrí
- Bildende Künstler: Jean Charlot, Ramón Alva de la Canal, Fermín Revueltas, Leopoldo Méndez, Guillermo Ruiz, Emilio Amero
- Fotografen: Edward Weston, Tina Modotti
- Musiker: Ángel Salas, Silvestre Revueltas

## Trivia
Während der 1980er-Jahre gab es eine unter dem Namen „Café de Nadie“ auftretende, mexikanische Rockband aus Mexiko-Stadt, die estridentistische Texte mit ihrer Rockmusik kombinierte.